# Bratislava hlavná stanica
Bratislava hlavná stanica je hlavní železniční stanice v Bratislavě. Nachází se na rozhraní městských částí Staré Mesto a Nové Mesto na adrese náměstí Franza Liszta 3215/1. Stanice leží na tratích 100 Bratislava – Marchegg), trať 110 Bratislava – Kúty – Břeclav, 120 Bratislava – Žilina, 130 Bratislava – Štúrovo a 132 Bratislava – Rusovce –Hegyeshalom. 

## Obecný přehled

### Vstupní hala
Vstupní hala se skládá ze dvou částí, ze starší původní budovy z roku 1871 a z objektu přistavěného v roce 1989. V hale se nacházejí služby pro cestující jako prodej cestovních dokladů, informační kancelář, restaurace a občerstvení, úschovna zavazadel a sociální zařízení.

### Nástupiště
Ve stanici je nástupišť. U nástupišť 1 a 6 je jedna kolej, u ostatních jsou dvě koleje. Ve stanici je 31 dopravních, 16 manipulačních a 23 odstavných kolejí.

### Umělecká díla
Nad hlavní římsou staniční budovy je znázorněno umělecké dílo „Okřídlené koleso” od akademické sochařky Heleny Mandičové – Šinályové. Je vyrobeno z bronzu a osazené bylo v roce 1939. Dále se zde nachází velkoformátová freska ve stylu socialistického realismu od akademického malíře Františka Gajdoše.

## Historie

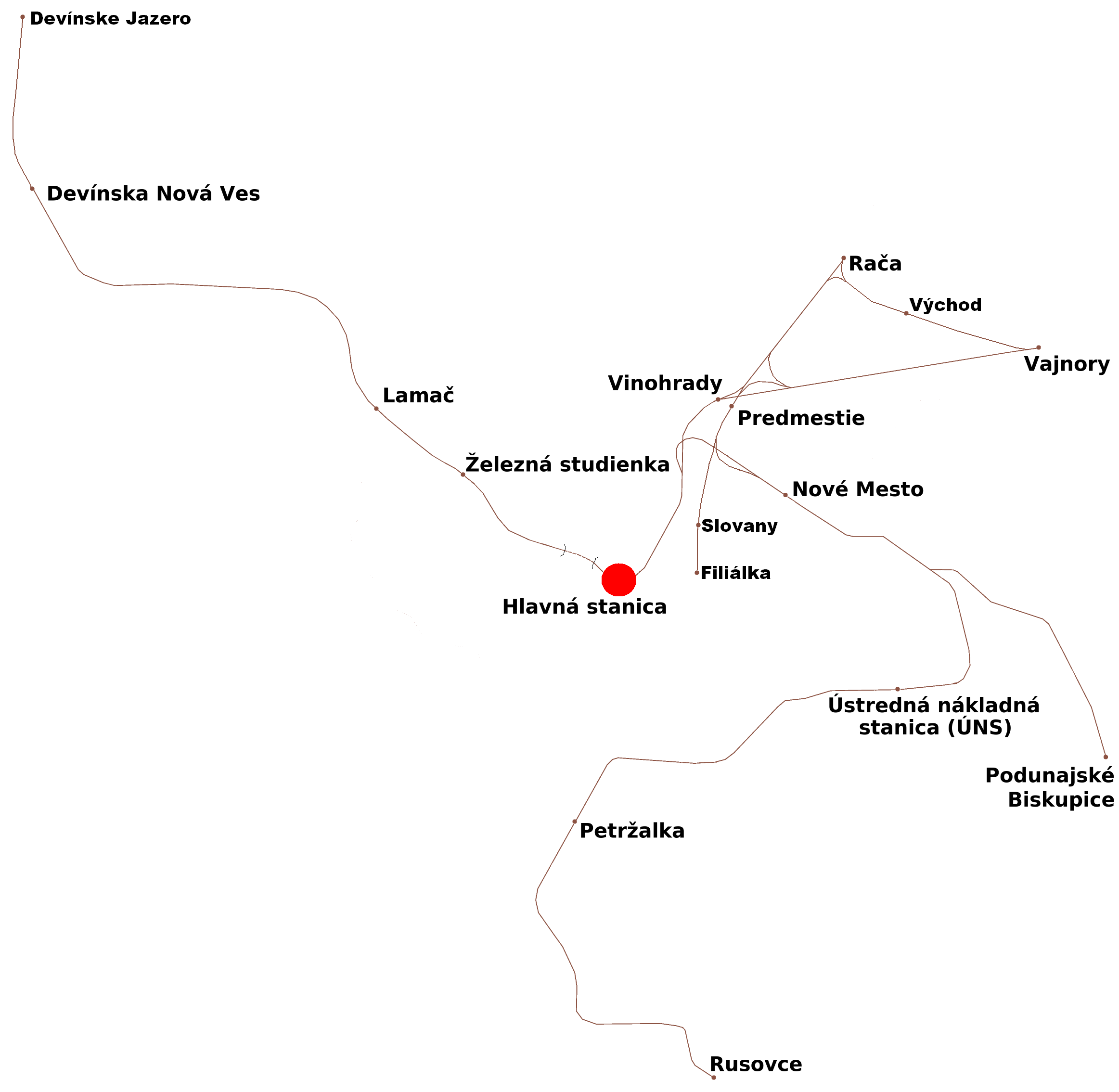
Lokalizace stanice v Bratislavě

Nádražní budova, která slouží jako sídlo generálního ředitelství Železniční policie na Šancové ulici číslo 1, byla postavena v roku 1848 jako koncová pro trať Bratislava – Gänserndorf – Vídeň a Bratislava – Břeclav. Druhá budova byla postavena po dokončení tratě Budapešť – Štúrovo – Bratislava před rokem 1860 a používá se až do současnosti. Třetí budova, tzv. „Skleník“, byla postavena v roce 1988 jako přístavba druhé budovy. V roce 1883 vzniklo propojení se stanicí Bratislava-Rača na trati do Žiliny a jako poslední byla zapojena trať ze stanice Bratislava-Nové Mesto z roku 1962.[zdroj?]
Zpočátku byla ve stanici prováděna i nakládka a vykládka nákladních vozů, existoval i tzv. vínovod a nákladní lanovka z tzv. „Patrónky“, což byla továrna na náboje (patróny) ve stejnojmenné části města. Jak rostla osobní doprava, nákladní doprava byla postupně vytlačována do jiných stanic.
Lokomotivní depo u odstavného kolejiště bylo postaveno po likvidaci původního odstavného kolejiště, které bylo v prostoru nástupišť 3–5.
V roce 2012 došlo k přerušení tramvajových spojů k nádraží v důsledku havarijního stavu kolejí v některých úsecích v okolí. Tramvajové spoje byly částečně nahrazeny autobusovou dopravou (např. speciální spoj X13). 
Od 10. května 2012 probíhala na hlavní stanici rekonstrukce trakčního vedení. Rekonstrukce trvala 9 měsíců.
V létě roku 2018 byla provedena rekonstrukce části původní restaurace, ve které byla poté zřízena čekárna pro cestující a v roce 2019 byl zpřístupněn bývalý služební podchod s výtahy na jednotlivé nástupiště pro tělesně postižené osoby. Původně plánovaná celková rekonstrukce budovy byla odložena a bylo provedeno vyčištění budovy a instalace nového orintačního systému.

## Galerie

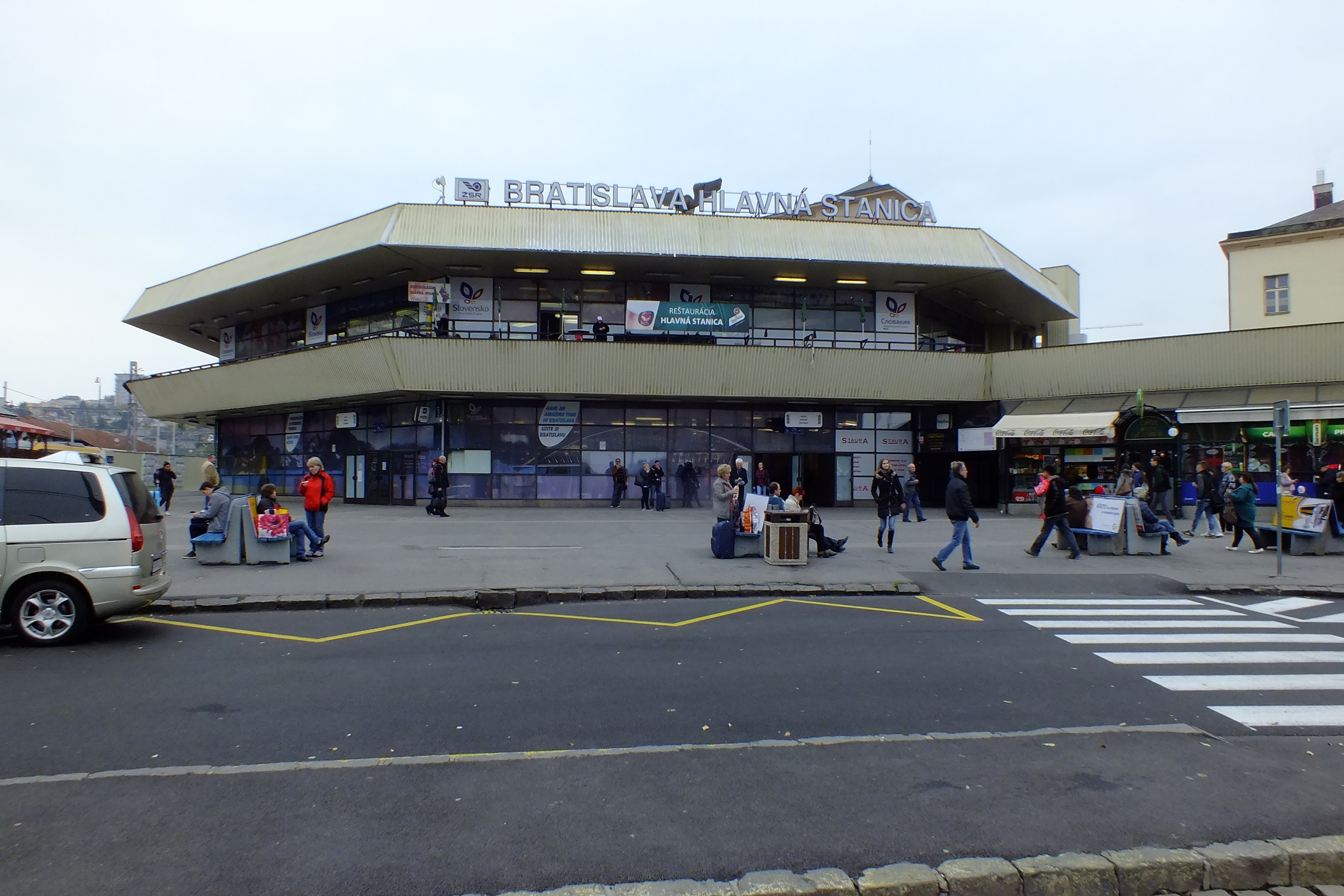
Staniční budova
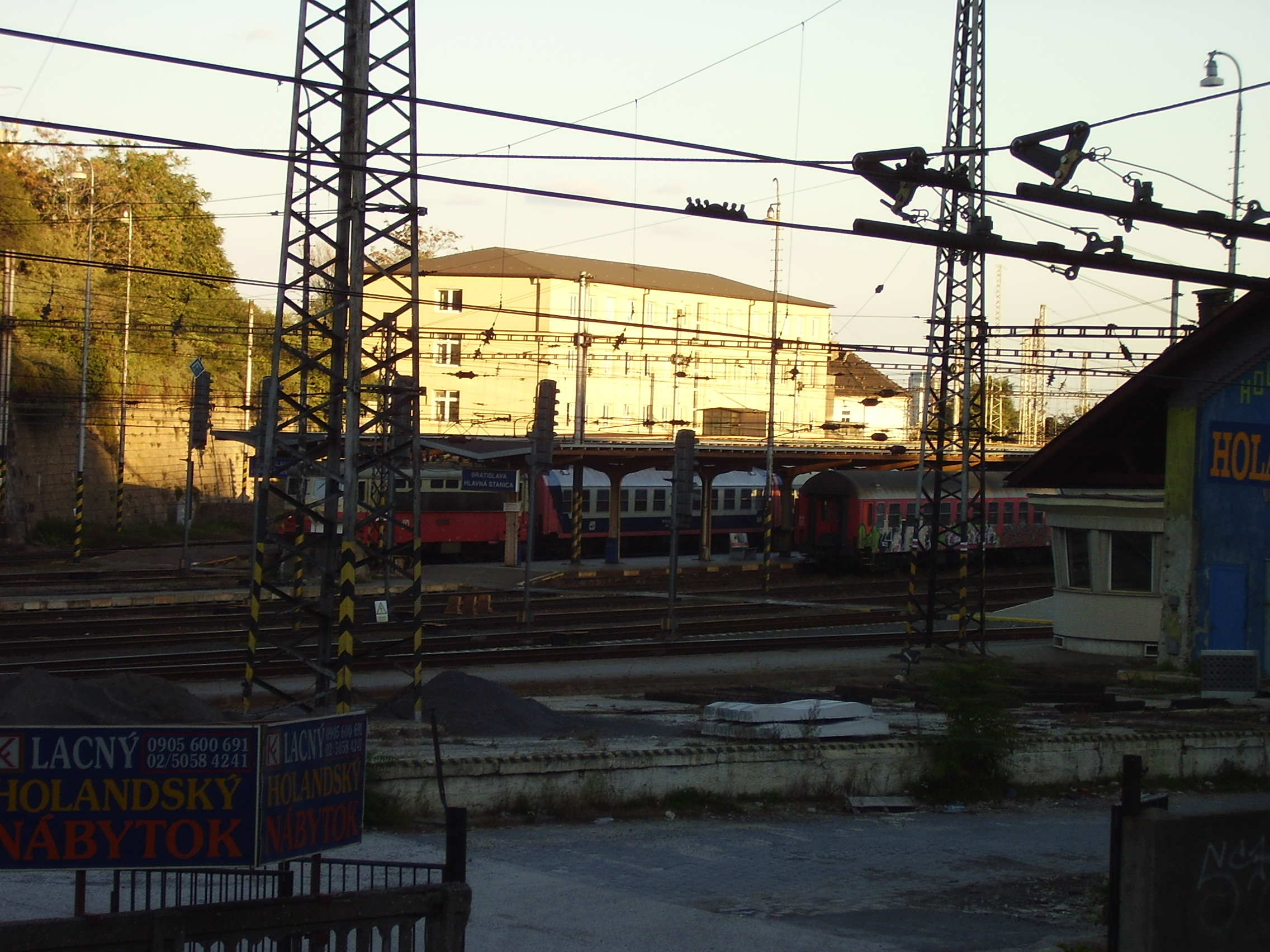
Pohled na západní konec nástupišť stanice
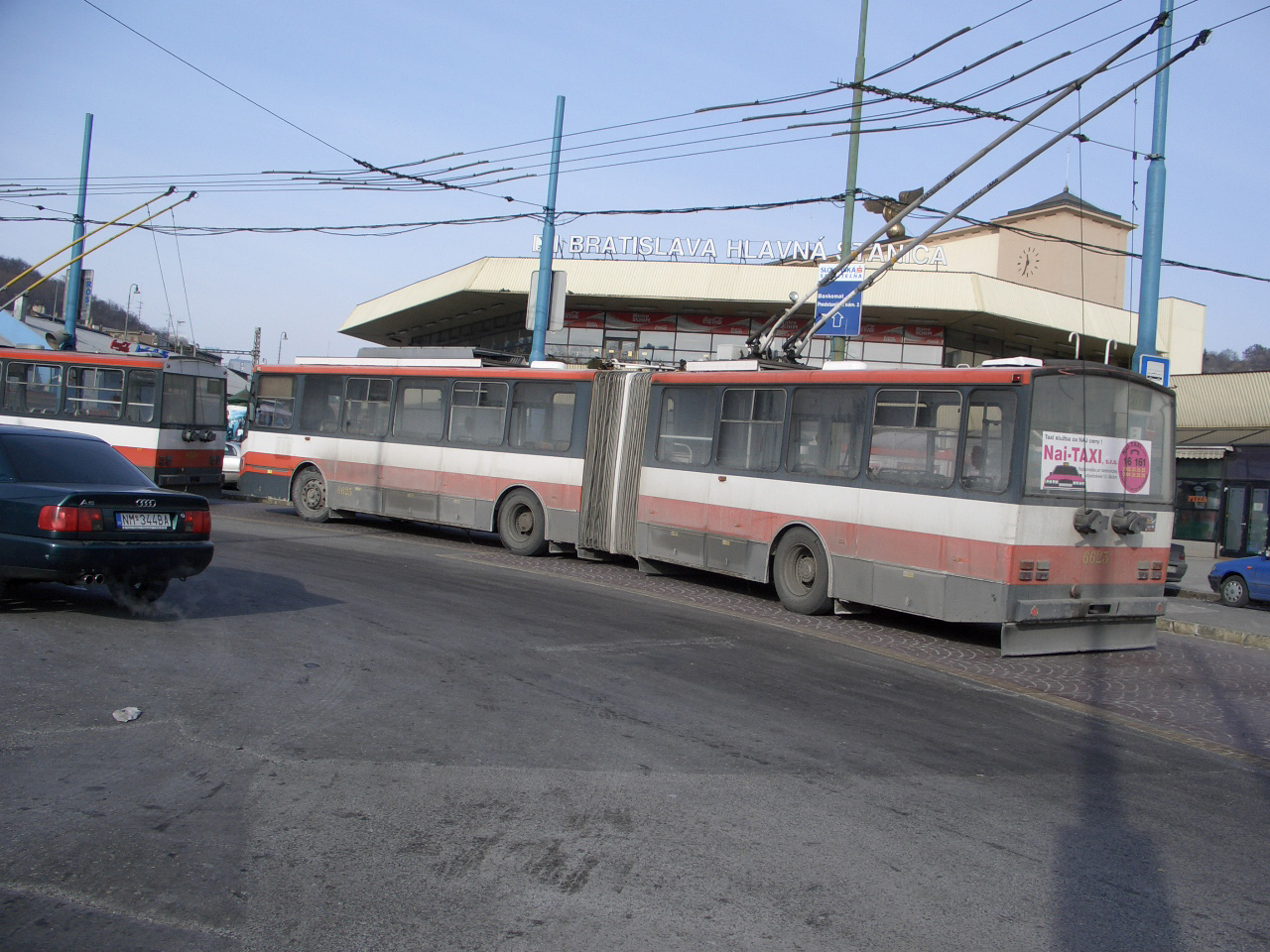
Konečná trolejbusů a autobusů MHD před stanicí, v pozadí „Skleník“
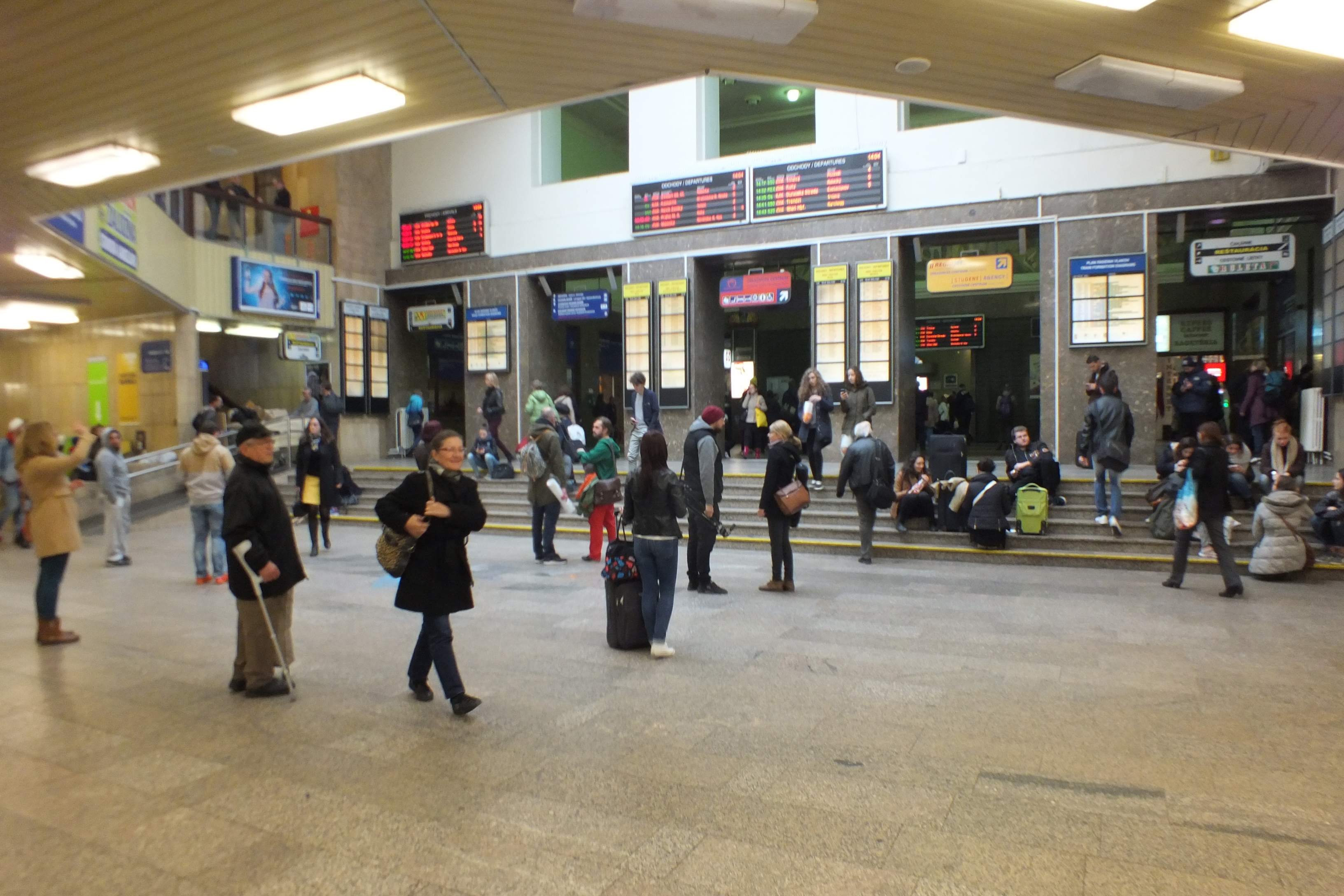
Staniční hala
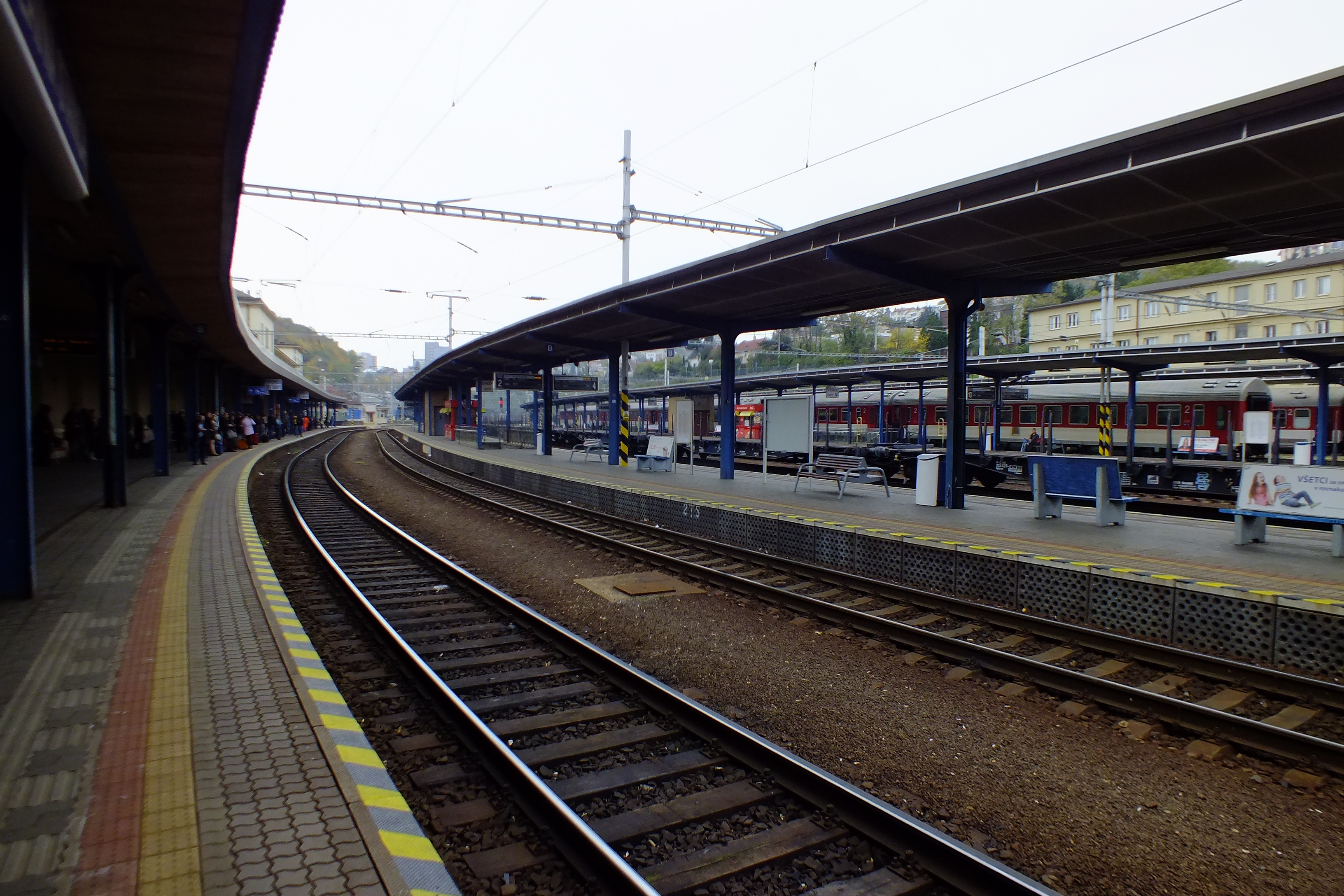
Nástupiště